# Sant Just i Sant Pastor de Falç
L'església de Sant Just i Sant Pastor de Falç és una església del municipi de Tolba, a la Franja de Ponent.
És situada vora l'antic castell, enturonada al sud de Tolba. Actualment l'indret és de difícil accés.
Cal destacar que la portalada romànica fou traslladada durant el segle xix a l'església parroquial de Tolba.